# Cerveau chinois

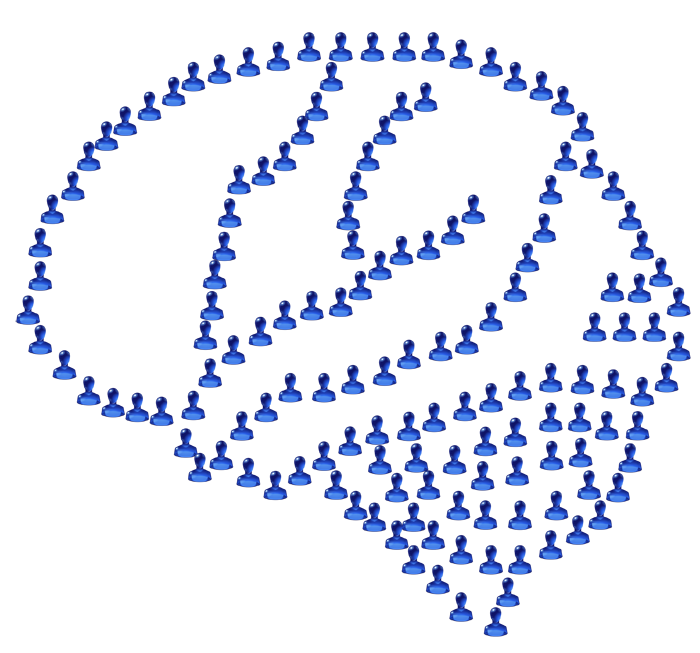
Cerveau chinois. La population de la Chine est de 1.4×10^{9} personnes, alors qu'on estime qu'un cerveau humain a environ 10^{11} neurones.

Le cerveau chinois est une expérience de pensée de la philosophie de l'esprit qui considère ce qui se produirait si chaque membre de la nation chinoise était invité à simuler l'action d'un neurone dans le cerveau, en utilisant des téléphones ou des émetteurs bidirectionnels pour simuler les axones et les dendrites qui relient les neurones. Cet arrangement aurait-il un esprit ou une conscience de la même manière que les cerveaux ?
Les premières versions de ce scénario ont été avancées en 1961 par Anatoli Dneprov (en),,, en 1974 par Lawrence Davis et en 1978 par Ned Block. Block soutient que le cerveau chinois n'aurait pas d'esprit, alors que Daniel Dennett fait valoir qu'il en aurait un. Le problème du cerveau chinois est un cas particulier du problème plus général de savoir si un esprit peut exister dans d'autres esprits plus grands

## L'expérience de pensée
Supposons que toute la nation chinoise soit réorganisée pour simuler le fonctionnement d'un seul cerveau (c'est-à-dire pour agir comme un esprit selon le fonctionnalisme). Chaque Chinois agit comme un neurone et communique par une radio bidirectionnelle spéciale avec les autres personnes. L'état mental du cerveau chinois à un moment donné est affiché sur des satellites qui peuvent être vus de n'importe où en Chine. Le cerveau chinois est alors connecté par radio à un corps, celui qui fournit les entrées sensorielles et les sorties comportementales du cerveau chinois.
Ainsi, le cerveau chinois possède tous les éléments d'une description fonctionnelle de l'esprit : entrées sensorielles, sorties comportementales et états mentaux internes liés causalement à d'autres états mentaux. Si la nation chinoise peut être amenée à agir de cette manière, alors, selon le fonctionnalisme, ce système aurait un esprit. Le but de Block est de montrer à quel point il est non intuitif de penser qu'un tel arrangement pourrait créer un esprit capable de pensées et de sentiments.

## Contexte
De nombreuses théories des états mentaux sont matérialistes, c'est-à-dire qu'elles décrivent l'esprit comme le comportement d'un objet physique comme le cerveau. Un exemple autrefois important est la théorie de l'identité, qui dit que les états mentaux sont des états du cerveau. Une critique est le problème de la réalisabilité multiple. La théorie physicaliste qui répond à cela est le fonctionnalisme, qui déclare qu'un état mental peut être tout ce qui fonctionne comme un état mental, c'est-à-dire que l'esprit peut être composé de neurones, ou il pourrait être composé de bois, roches ou papier toilette, tant qu'il fournit une fonctionnalité mentale.

## Conscience
Le cerveau chinois soutient que la conscience est un problème pour le fonctionnalisme. La nation chinoise de Block présente une version de ce que l'on appelle l'objection de l'absence de qualia du fonctionnalisme, car elle prétend montrer qu'il est possible pour quelque chose d'être fonctionnellement équivalent à un être humain et pourtant n'avoir aucune expérience consciente. Une créature qui fonctionne comme un être humain mais ne ressent rien est un « zombie ». Ainsi, l'objection de l'absence de qualia du fonctionnalisme pourrait également être appelée « objection zombie ».

## Critiques
Certains philosophes, comme Daniel Dennett, ont conclu que le cerveau chinois crée un état mental. L'argument principal est l'existence de toute une série hiérarchique de niveaux mentaux qui deviennent de moins en moins sophistiqués en matière d'organisation fonctionnelle et de composition physique jusqu'au niveau des neurones physico-mécaniques. Les philosophes fonctionnalistes de l'esprit soutiennent l'idée qu'une construction comme le cerveau chinois peut réaliser un esprit, et que les neurones ne sont, en principe, pas le seul matériau qui peut créer un état mental.

## Expérience similaire
Le scénario de la chambre chinoise, analysé par John Searle, est une expérience de pensée similaire en philosophie de l'esprit qui se rapporte à l'intelligence artificielle. En fait, la nouvelle originale The Game (publiée en 1961 par le physicien et écrivain soviétique Anatoli Dneprov) contient à la fois le scénario du cerveau chinois et celui de la chambre chinoise  : les 1 400 délégués du Congrès soviétique des jeunes mathématiciens acceptent volontiers de participer à un « jeu purement mathématique » proposé par le professeur Zaroubine. Le jeu nécessite l'exécution d'un ensemble de règles données aux participants, qui communiquent entre eux à l'aide de phrases composées uniquement des mots « zéro » et « un ». Après plusieurs heures de jeu, les participants n'ont aucune idée de ce qui se passe et ils se fatiguent progressivement. Une fille devient trop étourdie et quitte le jeu juste avant qu'il ne se termine. Le lendemain, le professeur Zaroubine révèle aux participants enthousiastes qu'ils simulaient une machine informatique qui traduisait une phrase écrite en portugais, « Os maiores resultados são produzidos por – pequenos mas contínuos esforços », une langue qu'aucun des participants ne comprenait, en la phrase en russe « Les plus grands objectifs sont atteints grâce à un ekkedt mineur mais continu », une langue que tous les participants comprenaient. Il devient clair que le dernier mot, qui aurait dû être « efforts », est mal traduit en raison de la fille étourdie qui a quitté la simulation,,.